# 弗拉塞莱马孔
弗拉塞莱马孔（法語：Flacé-lès-Mâcon，法語發音：[flase lɛ makɔ̃]，意为“马孔附近的弗拉塞”）是法国索恩-卢瓦尔省的一个旧市镇。1965年，弗拉塞莱马孔并入市镇马孔。

## 地理
弗拉塞莱马孔（46°19'16.0"N, 4°49'2.1"E）面积，位于法国勃艮第-弗朗什-孔泰大區索恩-卢瓦尔省，该省份为法国中部省份，北起顺时针与科多尔省、汝拉省、安省、罗讷省、卢瓦尔省、阿列省和涅夫勒省接壤。
弗拉塞莱马孔的时区为UTC+01:00、UTC+02:00（夏令时）。

## 行政
弗拉塞莱马孔的邮政编码为，INSEE市镇编码为71197。

## 人口
弗拉塞莱马孔于1962年时的人口数量为3002人。